# Surry Hills
Surry Hills è un sobborgo di Sydney in Australia.

## Geografia fisica
Il sobborgo si trova in un'area collinare immediatamente a sud-est del CBD.

## Monumenti e luoghi d'interesse
- Appartamenti Belgenny